# Frederic Balonier
Frederic Balonier (* 2001 in Berlin) ist ein deutscher Schauspieler.

## Leben
Frederic Balonier, der in seiner Geburts- und Heimatstadt Berlin aufwuchs, steht seit 2018 vor der Kamera. Er besuchte die „Internationale Akademie für Filmschauspiel“ (iaf Schauspielschule) in Köln.
Nach einem Kurzauftritt in dem TV-Film Kühn hast zu tun (2019) war er zunächst hauptsächlich in TV-Serien wie Löwenzahn, Sankt Maik, Lucie. Läuft doch! (als „Problemjugendlicher“ und Heimschüler Nico) und Der Lehrer (als „Problemkind“ Konstantin) zu sehen.
Im ersten Film der 2. Staffel der TV-Reihe Ein Tisch in der Provence, der im April 2021 im Rahmen der ZDF-„Herzkino“-Reihe erstausgestrahlt wurde, spielte Balonier den Ex-Freund und Nachhilfeschüler einer 18-jährigen Abiturientin, die sich aufgrund einer durch eine Bleivergiftung hervorgerufenen Depression das Leben nehmen will.
In der 10. Staffel der ZDF-Serie Letzte Spur Berlin übernahm Balonier eine der Episodenhauptrollen als Patrick Seerath, der sich nach dem Sex seiner Freundin entzieht und verschwindet. In der 7. Staffel der TV-Serie In aller Freundschaft – Die jungen Ärzte (2021) spielte Balonier den jungen Patienten Lasse Sonnefeld, bei dem die Ärztin Rebecca Krieger ein Drogenproblem vermutet. In der ZDFneo-Sitcom The Drag and Us (2021) spielte er eine durchgehende Serienrolle als pubertierender Sohn einer alleinerziehenden Mutter, der gewaltig, manchmal auch unter der Gürtellinie, gegen die neue Mitbewohnerin, die Dragqueen Cathérine (Ralph Kinkel), austeilt.
In Praxis mit Meerblick – Mutter und Sohn, dem 13. Film der Fernsehreihe Praxis mit Meerblick, der Anfang April 2022 auf dem ARD-Sendeplatz „Endlich Freitag im Ersten“ erstausgestrahlt wurde, verkörperte Balonier den 18-jährigen an Leukämie erkrankten Moritz Daskow, dessen streng religiöse Adoptivmutter seine Homosexualität nicht akzeptieren kann und will.
In der seit April 2022 erstausgestrahlten ZDF-„Herzkino“-Filmreihe Freunde sind mehr, in deren Mittelpunkt die vier Freunde aus Kindertagen Fabian (Nicola Fritzen), Johanna (Greta Galisch de Palma), Jette (Anne Weinknecht) und Malte (Oliver Bröcker) stehen, spielt Balonier Niklas Heidemann, den ältesten Sohn der Bernsteinkünstlerin Jette, der im Auftaktfilm Zur Feier des Tages das Geheimnis um den Tod seines Vaters aufklären will. Im 7. Film der Krimireihe In Wahrheit, Blind vor Liebe (2023), verkörperte er den Sohn einer Bistro-Besitzerin, der sich an einem Love-Scammer, dessen Opfer seine Mutter wurde, rächen will. In der 17. Staffel der ZDF-Serie Notruf Hafenkante (2023) spielte er den jungen Jason Lambrecht, der gemeinsam mit seiner Mutter auf der Alster eine Stand-up-Paddling-Vermietung betreibt. In der 3. Staffel der ZDF-Serie Jenseits der Spree (2023) spielte er den aus schwierigen Familienverhältnissen stammenden 15-jährigen Jugendlichen Richy Hansen, der versucht, sein altes Leben hinter sich zu lassen. Außerdem hatte Balonier jeweils durchgehende Rollen in den TV-Serien Maxton Hall – Die Welt zwischen uns (2024) und Where’s Wanda? (2024). 
Balonier spielt Fußball und ist Fan von Hertha BSC. Er lebt im Großraum Berlin und in Köln.

## Filmografie
- 2019: Kühn hat zu tun (Fernsehfilm)
- 2019: Löwenzahn: Optik – Vernebelte Sicht (Fernsehserie, eine Folge)
- 2019: Sankt Maik: Schluckauf im Hirn (Fernsehserie, eine Folge)
- 2020: Lucie. Läuft doch! (Fernsehserie, Serienrolle)
- 2021: Der Lehrer: Was macht ein Lehrer im Gefängnis?...Sitzenbleiben (Fernsehserie, eine Folge)
- 2021: Ein Tisch in der Provence – Zwei Ärzte im Aufbruch (Fernsehreihe)
- 2021: Letzte Spur Berlin: Nähe (Fernsehserie, eine Folge)
- 2021: In aller Freundschaft – Die jungen Ärzte: Überreaktion (Fernsehserie, eine Folge)
- 2021: The Drag and Us (Fernsehserie, Serienrolle)
- 2022: Praxis mit Meerblick – Mutter und Sohn (Fernsehreihe)
- 2022: Freunde sind mehr – Zur Feier des Tages (Fernsehreihe)
- 2022: Freunde sind mehr – Viergefühl (Fernsehreihe)
- 2023: In Wahrheit: Blind vor Liebe (Fernsehreihe)
- 2023: Notruf Hafenkante: Alstervergnügen (Fernsehserie, eine Folge)
- 2023: Jenseits der Spree: In den Flammen (Fernsehserie, eine Folge)
- 2024: Maxton Hall – Die Welt zwischen uns (Fernsehserie, sechs Folgen)
- 2024: Where’s Wanda? (Fernsehserie, Serienrolle)